# Canon Speedlite
Canon Speedlite est la gamme de flashes de la marque Canon.

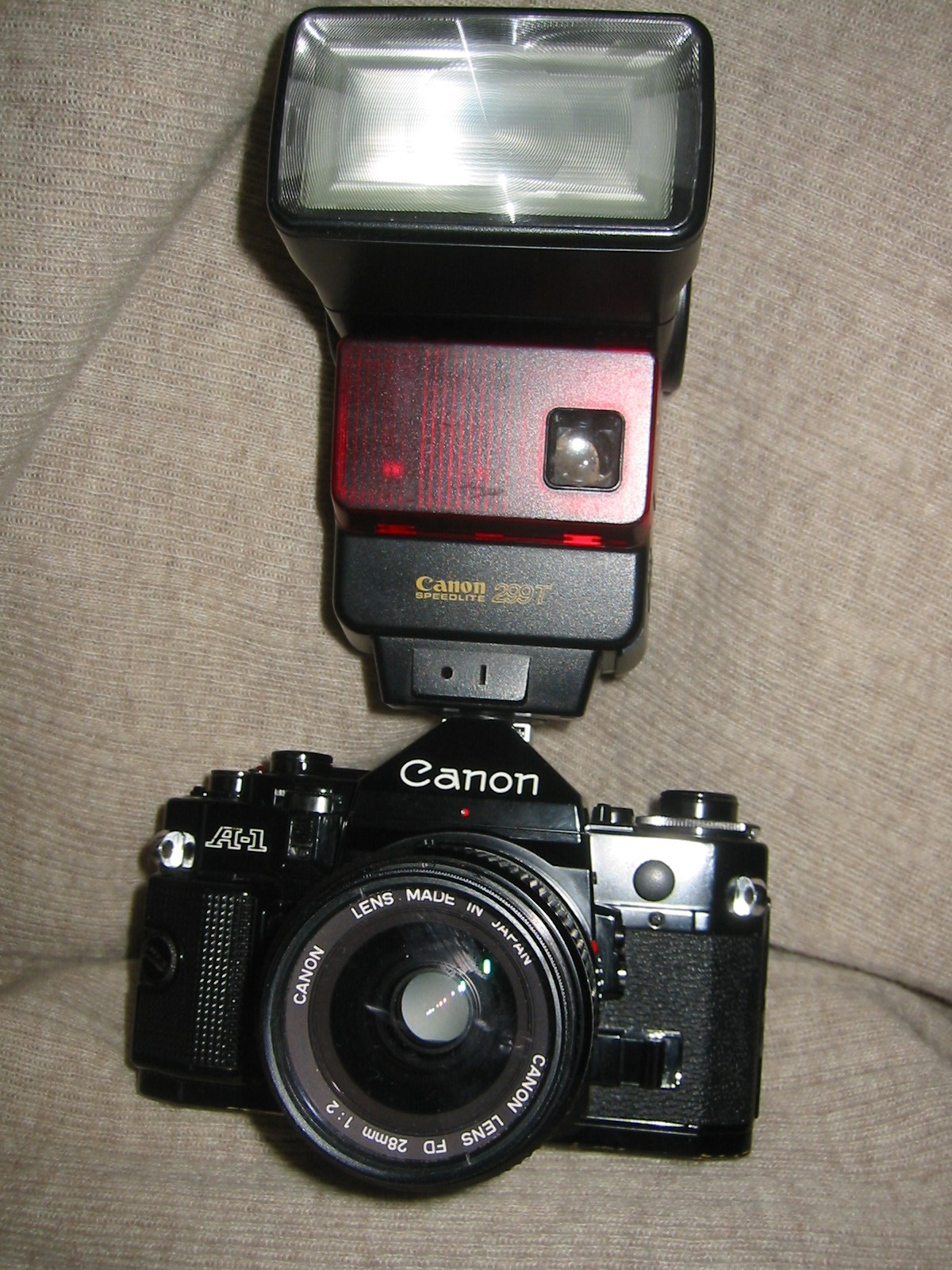
Modèle Speedlite 299T

## Produits

### Série 100
- 155A
- 177A
- 188A
- 199A

### Série 200
- 220EX
- 270EX

### Série 300
- 320EX
- 380EX

### Série 400

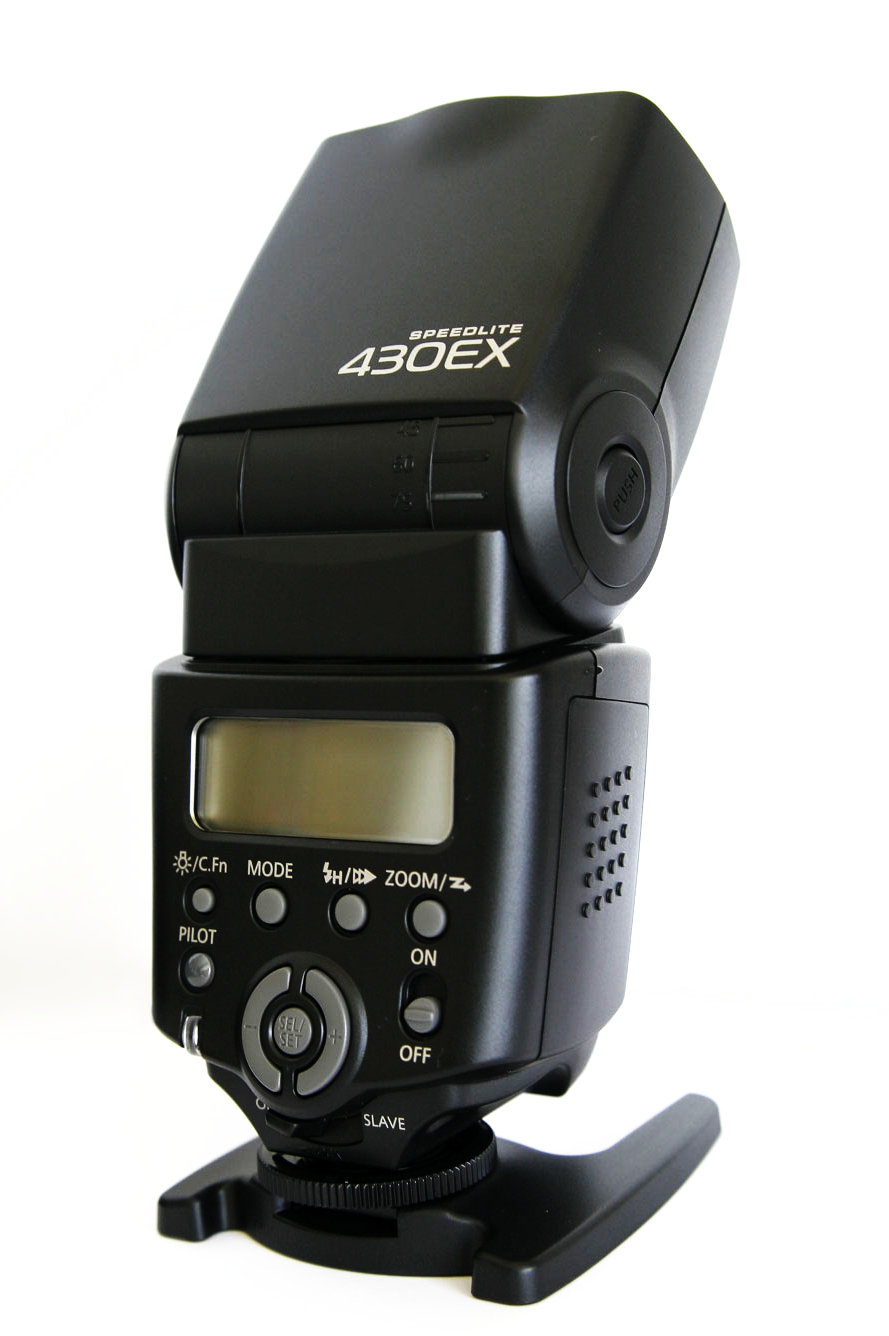
Flash Canon Speedlite 430EX sur son support.

- 420EX
- 430EX
- 430EX II
- 430EX III-RT

### Série 500

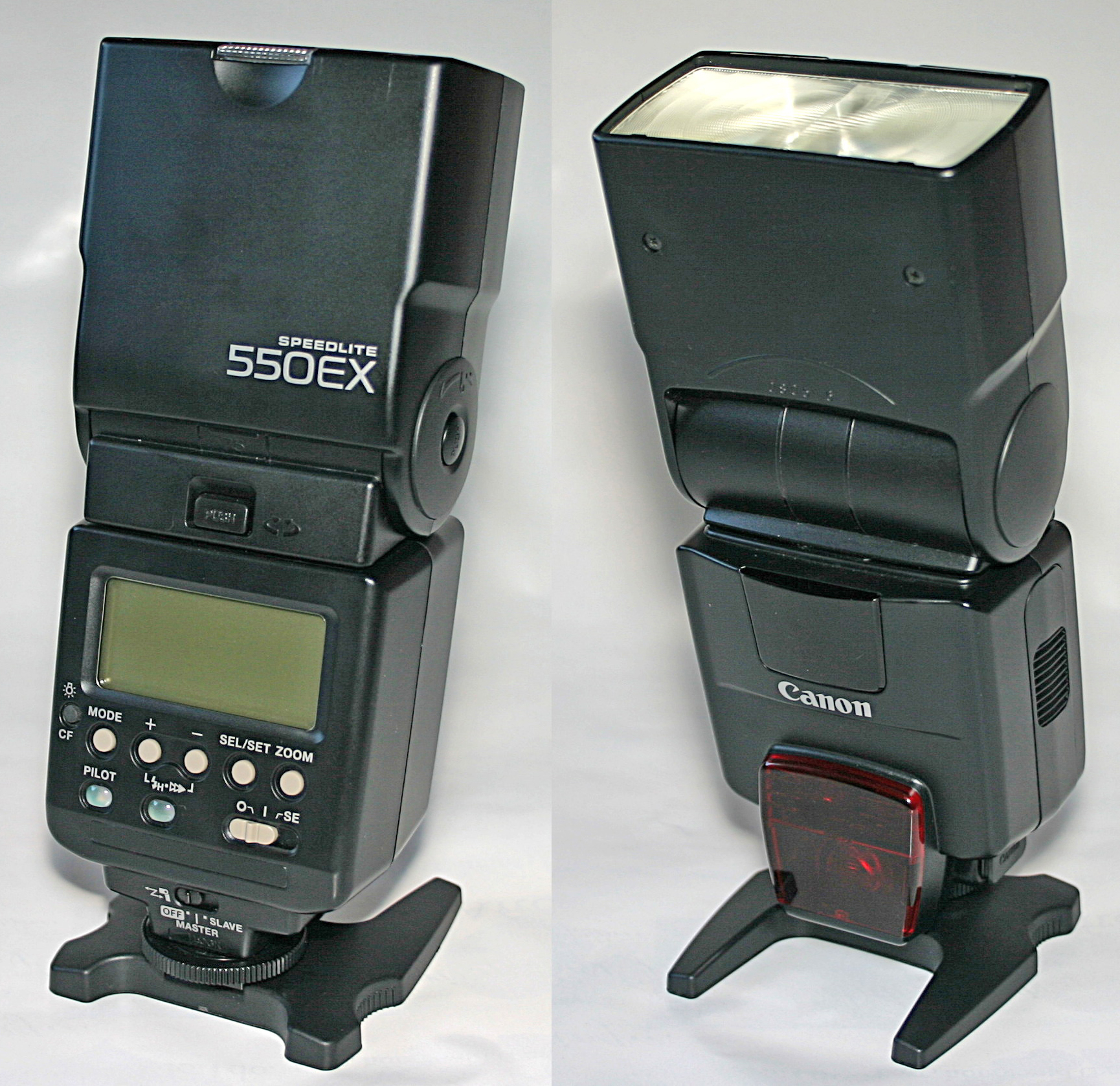
Vues du flash Canon Speedlite 550EX avec la tête du flash dirigée vers le haut.

- 550EX
- 580EX

### Série 600
- 600EX
- 600EX-RT
- 600EX II-RT